# NTT・TCリース
NTT・TCリース株式会社（英: NTT TC Leasing Co.,Ltd）は、東京都港区に本社を置くNTTグループの金融会社である。
国内外のリース事業、航空機・船舶等のファイナンス事業を主な事業としている。

## 概要
2020年2月21日にNTT、NTTファイナンス、東京センチュリーの合弁会社として設立され、2020年7月1日よりNTTファイナンスのリース事業及びグローバル事業の一部を吸収分割により継承し営業を開始。NTT民営化後、第一号のグループ会社として設立されたNTTリースを前身とする。
高い資金調達力を背景とした官公庁向けリース、NTTグループをユーザー・ディーラーとしたリースに強みを持つ。

## 沿革
- 1985年（昭和60年）4月 - エヌ・ティ・ティ・リース株式会社発足（資本金:2.5億円）。
- 1986年（昭和61年）8月 - エヌ・ティ・ティ・リース株式会社が国際ファイナンス事業の開始。
- 2006年（平成18年）7月 - エヌ・ティ・ティ・リース株式会社がNTTファイナンス株式会社に社名変更。
- 2020年（令和2年）
  - 2月 - NTT・TCリース株式会社が設立。
  - 7月 - 営業開始。

## 主な事業

### リース・割賦販売
- 設備投資、資金調達、経営効率化などニーズに応じた金融サービスの提供

### ストラクチャードファイナンス
- お客さまの財務状況やニーズに応じたプロジェクトファイナンス等の提供

### 融資・ファクタリング
- 様々な形での運転資金や設備資金調達のサポート

### 資産買取サービス
- 使わなくなった機器・機械の買取

### 航空機・船舶ファイナンス
- お客さまの効率的な資金調達の支援
- 日本型オペレーティングリースの組成

## グループ企業
- NTTファイナンス・アセットサービス株式会社
- NTT Finance Asia Limited
- NTT Leasing Singapore Pte.Ltd
- Esperance Line S.A.
- NTT TC Leasing Americas Inc.